# Vad, Cluj
Vad là một xã thuộc hạt Cluj, România. Dân số thời điểm năm 2002 là 2149 người.